# Амолиани
Амолиани (Амулиани, Амульяни, греч. Αμμουλιανή) — остров в Греции, в северной части залива Айон-Орос (Сингитикос) Эгейского моря, у полуострова Айон-Орос, к югу от деревни Трипити, бухты Провлакас (όρμος Πρόβλακας) и «Ксерксова канала» и к западу от Уранополиса. Наивысшая точка — гора Тригона высотой 98 м над уровнем моря у северной оконечности острова — мыса Тригона. У северо-западного побережья, севернее западной оконечности острова — мыса Кокина — находятся необитаемые острова Ксиропотамина (Риаки, Рема). 

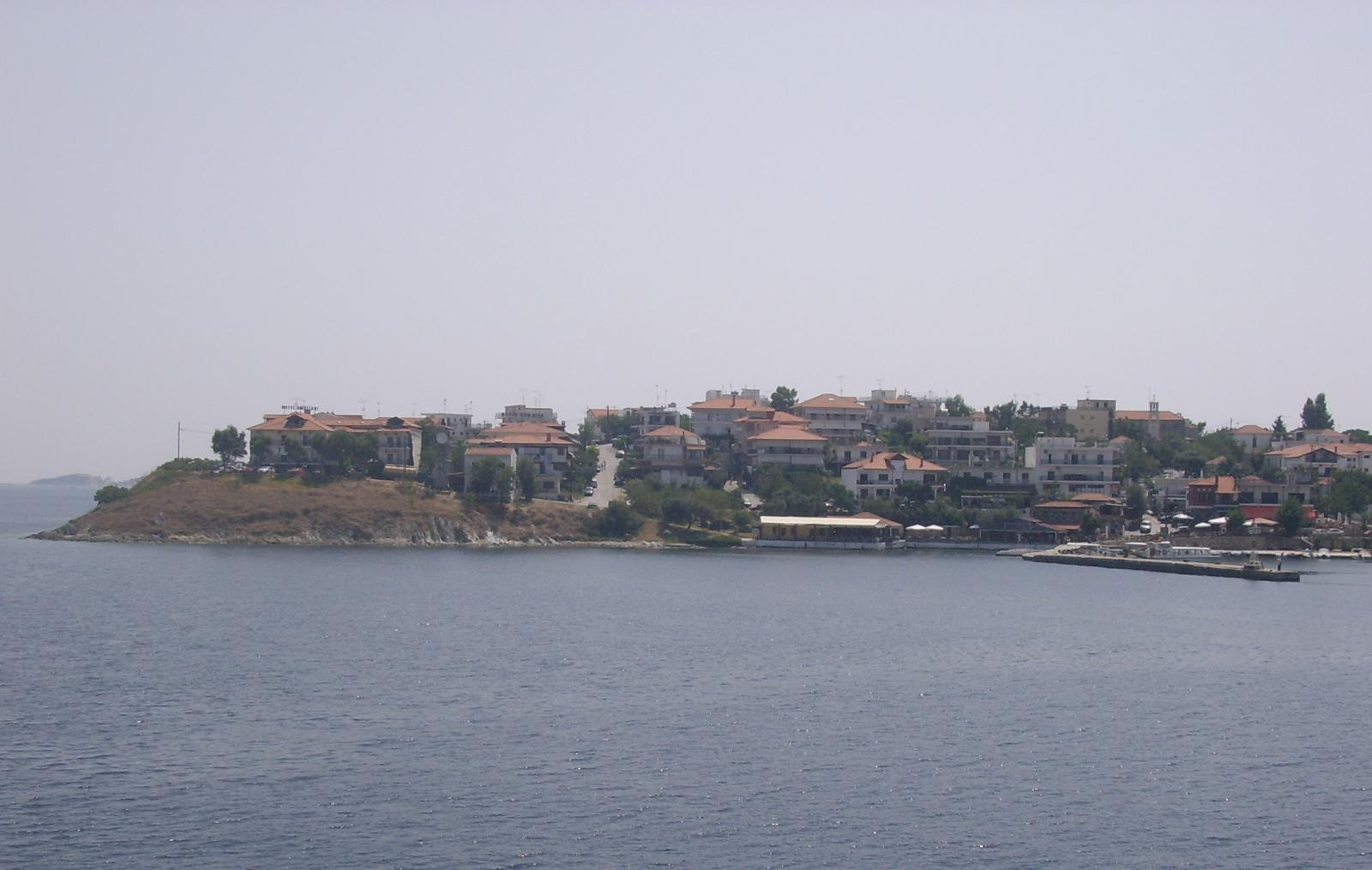
Деревня Амолиани

На богатом растительностью острове два населённых пункта. На северо-восточном побережье находится гавань и на высоте 5 м над уровнем моря деревня Амолиани. Южнее расположена деревня Лимани. Глубоко в остров врезаются бухты Царки (на юго-западе) и Гластри (на северо-востоке), разделяя остров на две части, соединённых узким перешейком. На перешейке находится солёное озеро, в котором добывают морскую соль, морская вода подаётся искусственно по трубопроводу. В юго-восточной части острова наивысшей точкой является гора Псали-Рахи высотой 90 м над уровнем моря. У юго-восточного побережья расположен остров Астро, восточнее — необитаемые острова Дрения (Фити, Артемис, Пена, Фрики и другие). Административно относится к общине (диму) Аристотелис в периферийной единице Халкидики в периферии Центральная Македония. Население 541 человек по переписи 2011 года.
В 1858 году, после Крымской войны архимандрит Порфирий (Успенский) посетил остров, называвшийся тогда Мульяни (Μουλιανή).
До 1922 года остров служил сельскохозяйственными угодьями для монастырей Афона, которые выращивали инжир, разбили виноградники и оливковые плантации на Амулиани. После малоазийской катастрофы, поражения Греции в второй греко-турецкой войне 1919—1922 годов и греко-турецкого обмена населением по Лозаннскому мирному договору 1923 года остров заселили беженцы из Малой Азии, с острова Пашалиманы в Мраморном море. В 1973 году остров был электрифицирован.
Важной частью экономики острова является туризм. Паромное сообщение существует с деревней Трипити и Уранополисом.

## Сообщество
Сообщество Амолиани (Κοινότητα Αμμουλιανής) создано в 1931 году (ΦΕΚ 46Α). В сообщество входят необитаемые острова Дрения, деревни Амолиани и Лимани на острове и деревня Трипити на материке. Население 547 человек по переписи 2011 года. Площадь 7,73 квадратных километров.
| Населённый пункт | Население (2011), человек |
| ---------------- | ------------------------- |
| Амолиани         | 529                       |
| Дрения (острова) | 0                         |
| Лимани           | 12                        |
| Трипити          | 6                         |

## Население
| Год  | Население, человек |
| ---- | ------------------ |
| 1991 | 519                |
| 2001 | 541                |
| 2011 | 541                |